# Сибирский автомобильно-дорожный университет
Сибирский государственный автомобильно-дорожный университет (СибАДИ) — высшее учебное заведение в Омске.

## История СибАДИ
В 1930 г. решением СНК СССР и ЦК ВКП(б) в системе Цудортранса были организованы 5 автомобильно-дорожных институтов: в Москве (МАДИ), Ленинграде (ЛАДИ), Саратове (САДИ), Харькове (ХАДИ) и Омске (СибАДИ).
Первым ректором СибАДИ стал Никита Герасимович Гладков.
Первоначально в СибАДИ были открыты два отделения: дорожно-строительный и автомобильный.
В период с 1930 г. по 1940 г. было выпущено 745 инженеров, в том числе 438 на дорожно-строительном и — 307 на автомобильном факультетах.
В годы Великой Отечественной войны основное здание института было передано под госпиталь, но институт продолжал работать и за годы войны выпустил 250 инженеров.
Сотрудники и студенты института собрали денежные средства, на которые были построены боевой самолёт «СибАДИ», танк «Боевые подруги».
После окончания войны в ВУЗе открыли целый ряд новых кафедр и специальностей, учитывая основные направления развития экономики.
В начале 50-х СибАДИ увеличил наборы на автомобильный и дорожно-строительный факультеты, открыл вечерний и заочный факультеты, 

в 1962 г. — «Дорожные машины», 

в 1964 г. — «Промышленное и гражданское строительство», 

в 1968 г. — факультет переподготовки кадров инженерно-технических работников МинАвтоМосДора РСФСР.
В 60-е годы открылась аспирантура, затем советы по защите кандидатских и докторских диссертаций, появилось собственное издательство, патентный отдел.
В 1980 г. институт был награждён орденом Трудового Красного Знамени.
В 1999 г. (приказ № 978 от 14.04.99) СибАДИ на основании приказа Министерства общего и профессионального образования РФ переименован в Сибирскую государственную автомобильно-дорожную академию (СибАДИ).
В 2011 г. создан Центр трансфера технологий СибАДИ и запущена сеть трансфера технологий «Отечественные инновации на транспорте и в строительстве».
С 2017 г. квалифицируется как университет.

## Факультеты и институты СибАДИ
- факультет «Автомобильные дороги и мосты»
- факультет «Автомобильный транспорт»
- факультет «Информационные системы в управлении»
- Инженерно-строительный институт
- факультет «Нефтегазовая и строительная техника»
- факультет «Экономика и управление»
- Заочный факультет
- Институт магистратуры и аспирантуры

С 1 сентября 2022 года в результате реорганизации структурное деление претерпело изменение. На данный момент структура представляет собой состав из 5 институтов и 1 факультета.
Институт "Автомобильно-дорожное, промышленное и гражданское строительство" образовался в результате объединения факультетов "Автомобильные дороги и мосты" и "промышленное и гражданское строительство". Институт АДПГС включает в себя 7 кафедр и Центр компетенций в сфере использования вторичных материальных ресурсов в строительной отрасли.
Институт "Автомобильный транспорт, нефтегазовая и строительная техника" образовался в результате объединения факультетов "Автомобильный транспорт" и "Нефтегазовая и строительная техника". Институт АТНиСТ включает в себя 6 кафедр и Инженерную школу наземного транспорта.
Институт "Информационные системы, экономика и управление"  образовался в результате объединения факультетов "Информационные системы" и "Экономика и управление". Институт ИСЭиУ включает в себя 7 кафедр.
Институт магистратуры и аспирантуры.
Институт дополнительного образования.
Заочной факультет